# Joanne Woodward
Joanne Gignilliat Trimmier Woodward (Thomasville, Georgia, 1930. február 27. –) Oscar-díjas, háromszoros Golden Globe-díjas és Emmy-díjas amerikai színésznő, producer. Paul Newman színész özvegye.

## Élete

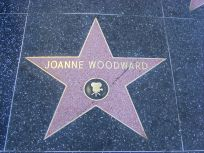
Woodward csillagja a Hírességek sétányán

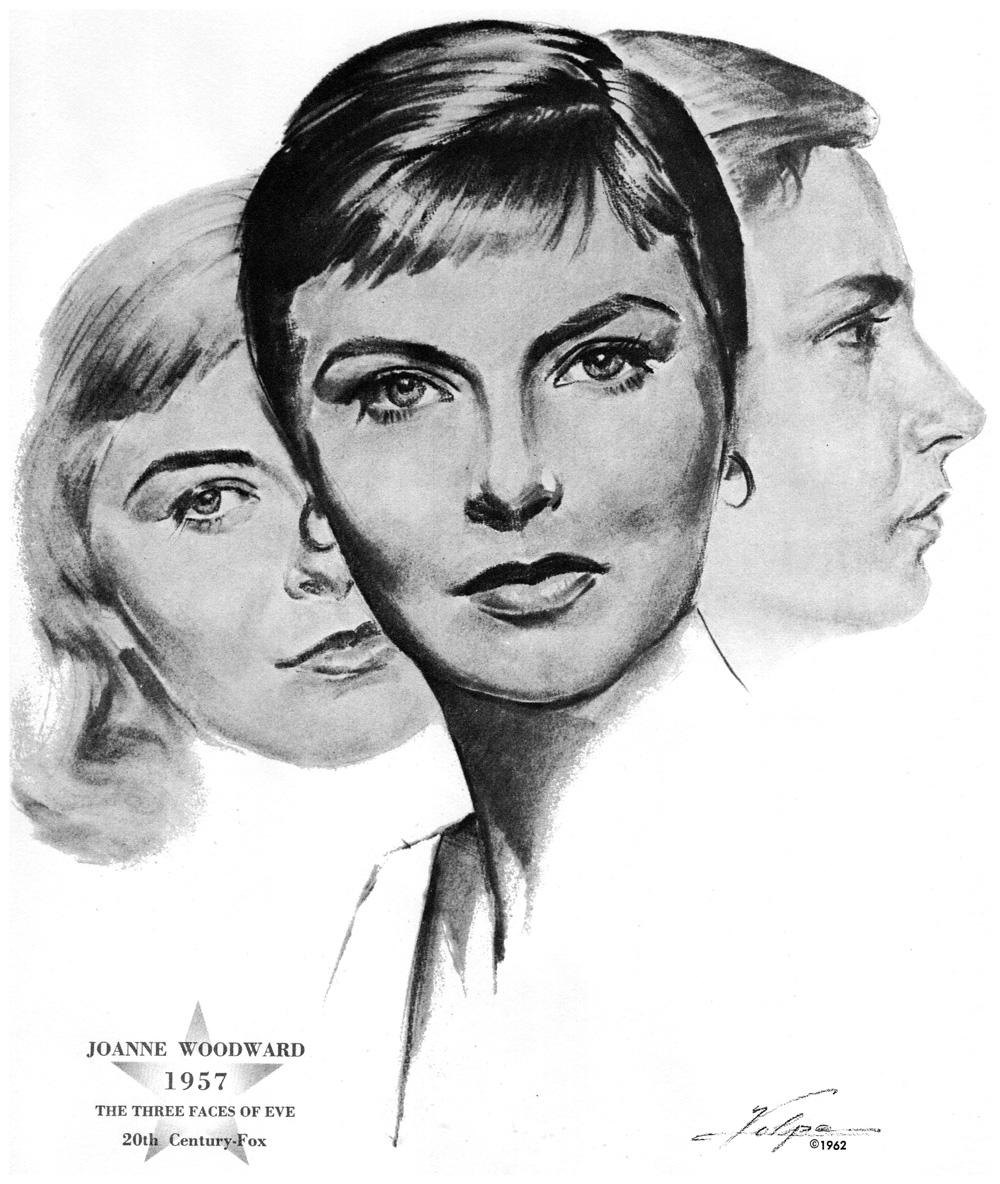
Illusztráció az Éva három arcáról (1957)

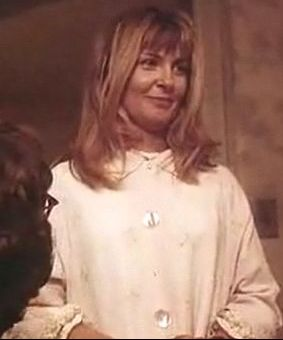
Rachel, Rachel

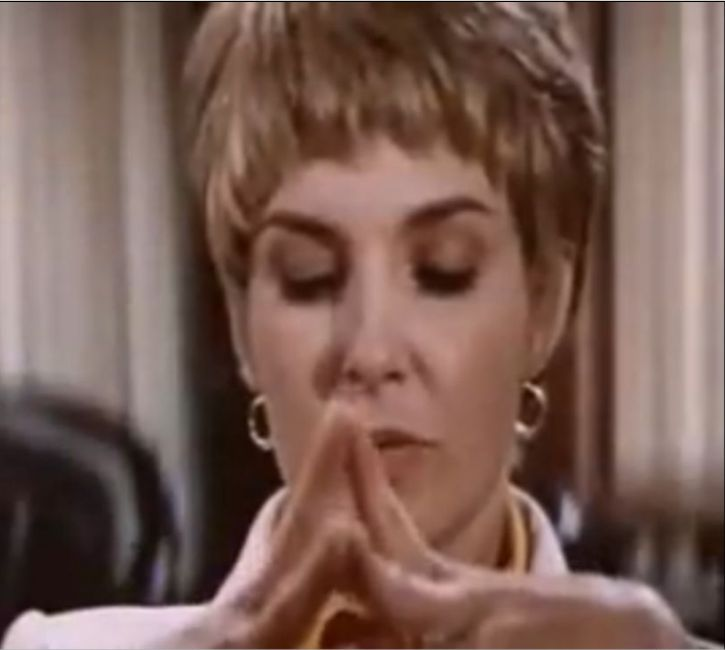
Győzni Indianapolisban

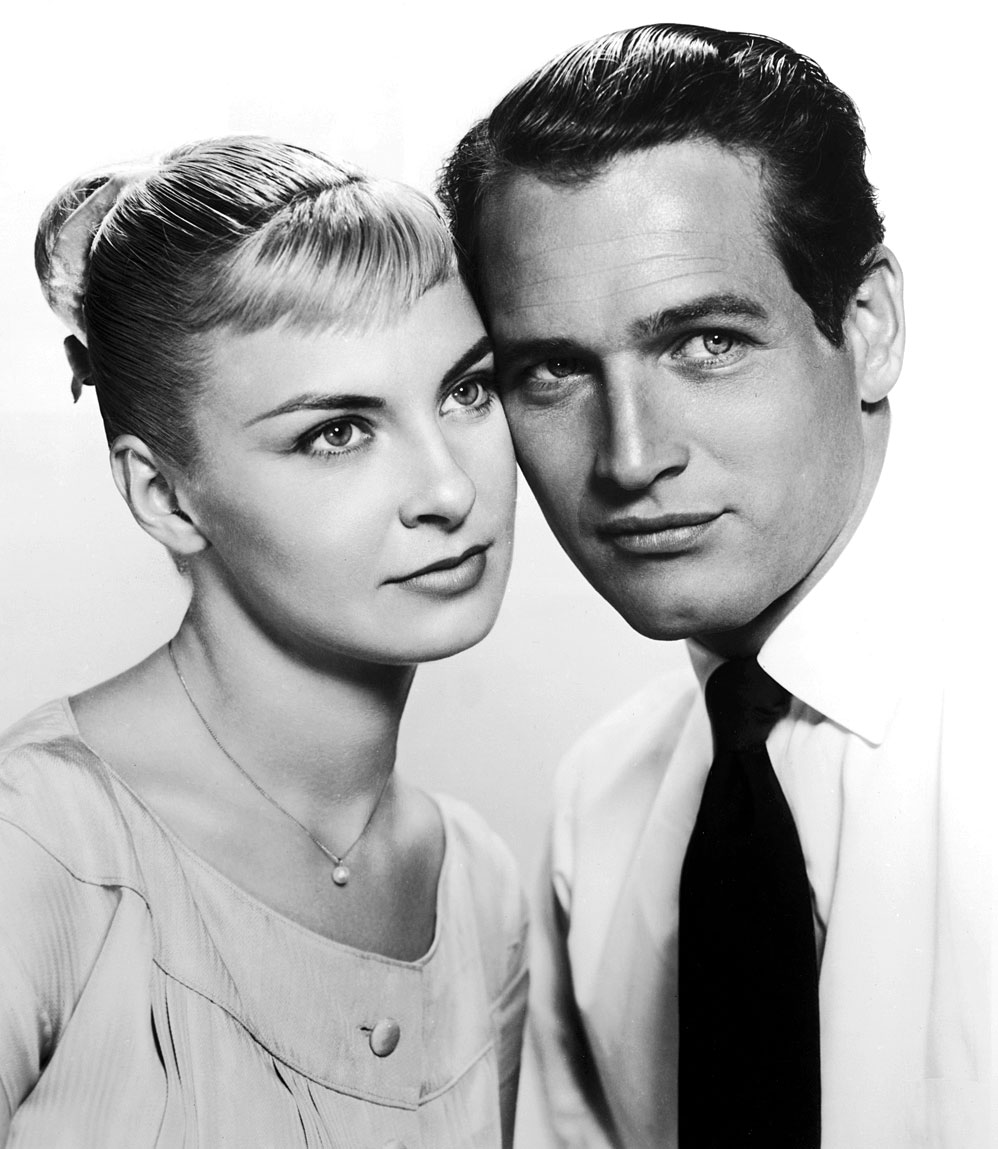
Paul Newman és Joanne Woodward (1958) – Hosszú, forró nyár

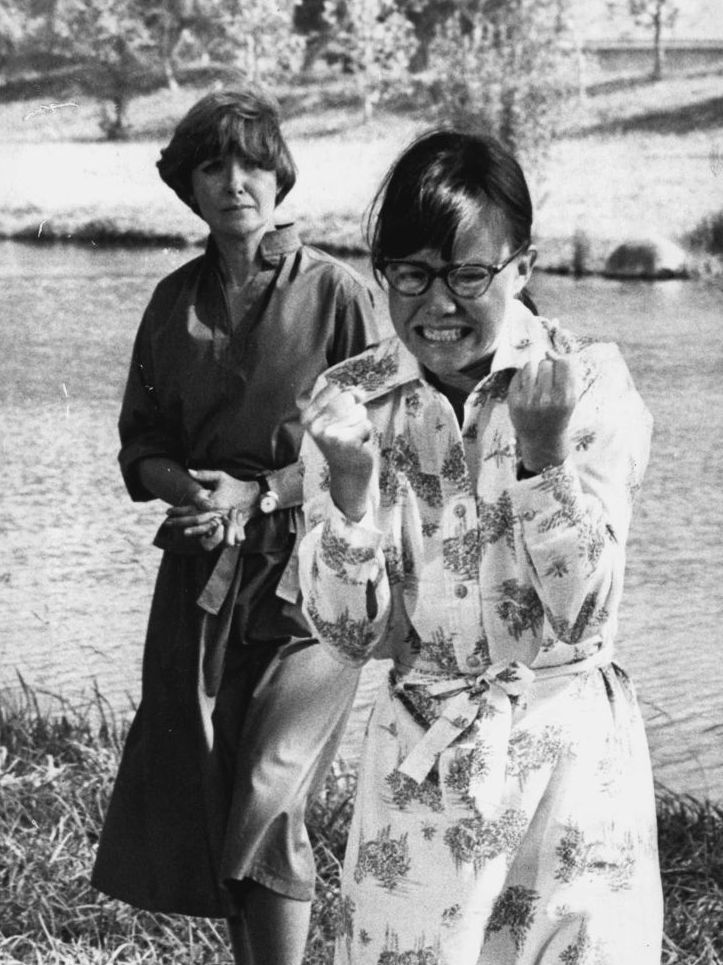
A Sybil című sorozatban Sally Fielddel

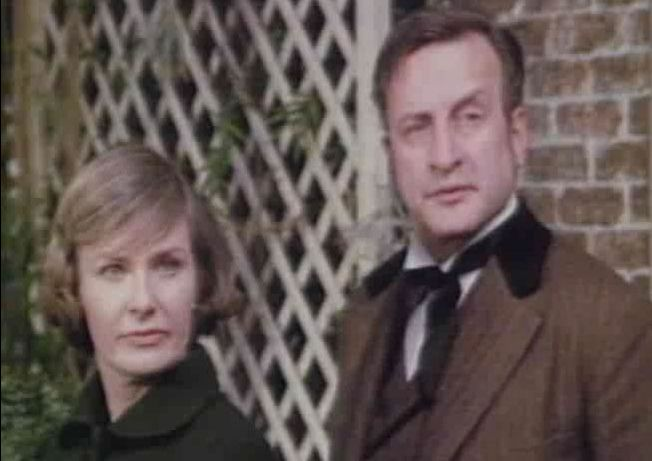
A detektív és a doktor – balra Woodward, jobbra George C. Scott

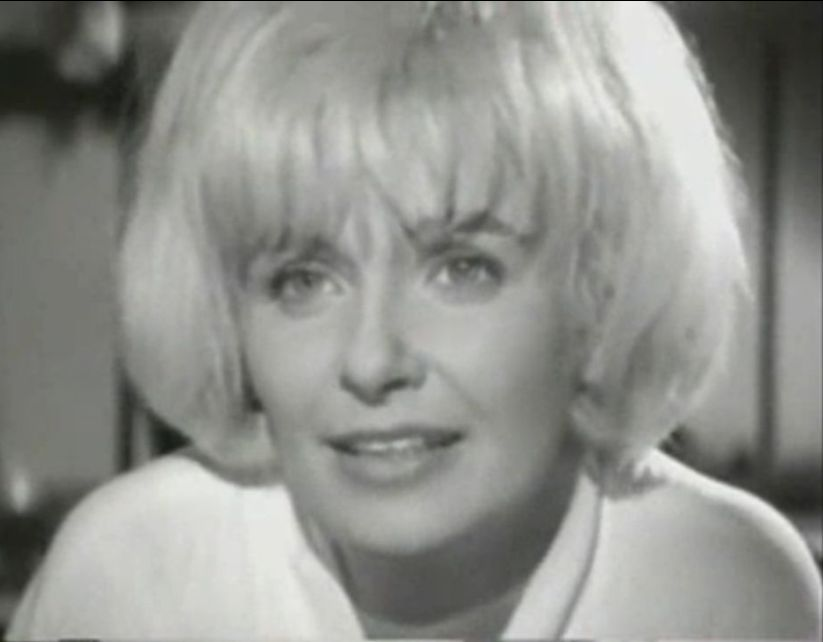
The Stripper (1963)

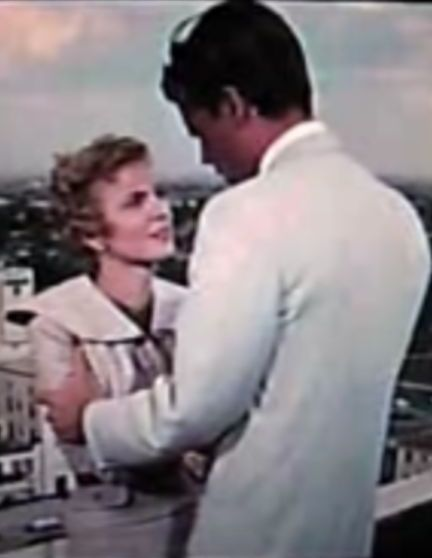
Halálcsók (1956)

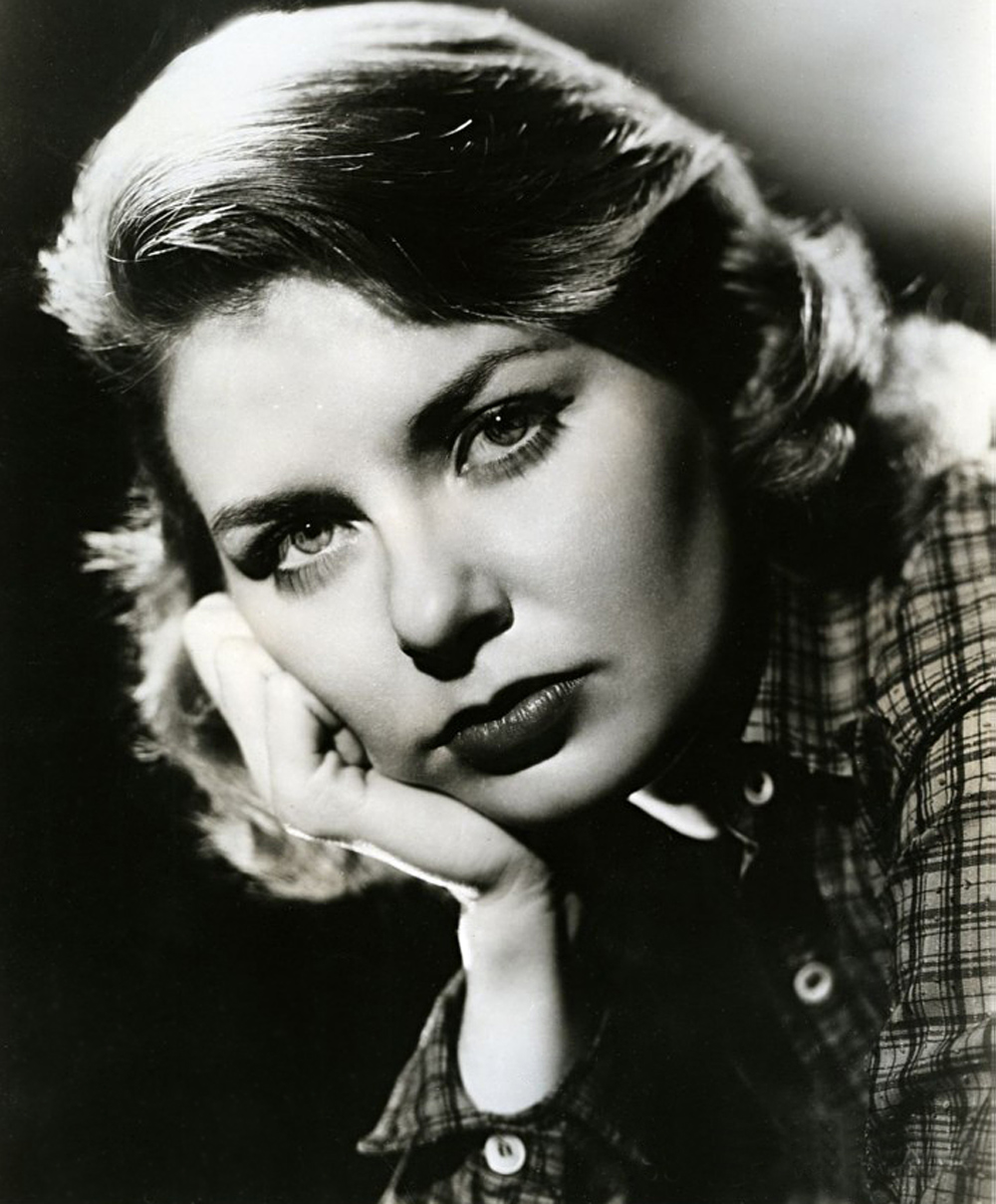
Woodward a hatvanas években

### Cél New York
1930-ban született Elinor Trimmier és Wade Woodward gyermekeként. Bátyja építész. Édesanyjával együtt rajongott a filmekért. 1939-ben látta az Elfújta a szél premierjét Atlantában. Miután családja Greenville-be költözött, Woodward a helyi színházban kezdett el játszani. Mikor 1947-ben végzett a középiskolán, a tanára biztatta, hogy menjen New Yorkba, és legyen színész, de az édesapja ragaszkodott hozzá, hogy Woodward főiskolára járjon. Woodward beiratkozott a Louisiana Állami Egyetemre színjátszó szakon, de két év után otthagyta, és hazaköltözött. Édesapját csak akkor győzte meg lánya tehetsége, mikor látta alakítását Tennessee Williams Üvegfigurák című drámájának előadásán. Így elengedte New Yorkba.

### Woodward és Newman
Woodward tanárhoz járt, hogy javíthasson déli akcentusán. Modellkedett és tévésorozatokban szerepelt egy-egy epizód erejéig. 1952-ben mutatták be a fiatal színésznek, Paul Newmannek, akivel együtt szerepelt egy Broadway-színdarabban, a Piknikben. 1955-ben Woodward Kaliforniába költözött, hogy első főszerepét játszhassa el a Count Three and Pray című westernfilmben. Ezt követte az 1956-os Halálcsók, majd az Éva három arca. A film valós eseményeken alapul, Woodward egy olyan nőt formál meg, akinek többszörös személyisége van. Alakítását 1958-ban Oscar-díjjal jutalmazták, és később még négyszer jelölték főszereplői kategóriában, Woodward pedig igazi sztárrá nőtte ki magát.
Woodward két hónappal az Oscar-díj nyerteseinek kihirdetése előtt kötötte össze életét Paul Newmannel, aki addigra szintúgy hírnevet szerzett magának. A házaspárnak három lánya született: Elinor "Nell" Terese, Melissa Stewart és Claire Olivia. Nell és Melissa úgyszintén színészi pályára léptek. Newmannek és Woodwardnak gyakorta voltak közös filmjeik, mint a Hosszú, forró nyár, a Párizs blues, a Győzni Indianapolisban vagy a Mr. és Mrs. Bridge. Mikor Newman rendezői székbe ült, Woodwardot is felkérte, hogy vegyen részt a filmek forgatásán, így a Rachel, Rachel, a Mr. és Mrs. Bridge és a Nyári kaland, téli álom című filmekben is főszerepet kapott.

### Kései évek
Woodward elismeréseit Emmy-díjakkal is bővítette, mikor a Nézzük, hogy fut... című filmben eljátszotta egy családanya szerepét, aki maratonra készül, majd 1985-ben egy Alzheimer-kórban szenvedő pácienst alakított a Do You Remember Love?-ban. Woodward a nyolcvanas, kilencvenes években főként tévéfilmekben játszott, 1993-ban volt egy kisebb szerepe a nagy sikerű Philadelphia – Az érinthetetlen című filmben Tom Hanksszel. Woodward visszatért az egyetemre, hogy megszerezze a diplomáját, és 1990-ben a Sarah Lawrence Főiskolát is elvégezte.
Newman és Woodward jótékony szervezeteknek adakoztak, és aktívan részt vettek különféle projektekben. A házaspár egy kábítószer-megelőző programot is létrehozott, miután Newman egyetlen fia az előző házasságából meghalt drogtúladagolásban. Férje halála után Woodward a színház irányába fordult, és producerként, rendezőként is részt vett a színház életében.
2022-ben egy dokumentum-sorozat jelent meg Woodwardról és férjéről The Last Movie Stars címmel Ethan Hawke rendezésében, amiben a színésznőt Laura Linney, Newmant pedig George Clooney alakította bizonyos jelenetekben. 

## Filmográfia

### Broadway-színdarabok[8]
- Piknik (1953-54) (beugró színész)
- The Lovers (1956)
- Baby Want a Kiss (1964)
- Candida (1981-82)
- Our Town (2002-2003) (rendező)
- Thurgood (2008) (rendező)

### Filmek
| Év   | Cím                                       | Szerep                    | Magyar hangja                                                      |
| ---- | ----------------------------------------- | ------------------------- | ------------------------------------------------------------------ |
| 1955 | Count Three and Pray (wd)                 | Lissy                     |                                                                    |
| 1956 | Halálcsók                                 | Dorothy "Dorie" Kingship  |                                                                    |
| 1957 | Éva három arca                            | Eve White Eve Black Jane  |                                                                    |
| 1957 | No Down Payment (wd)                      | Leola Boone               |                                                                    |
| 1958 | Hosszú, forró nyár                        | Clara Varner              | Básti Juli                                                         |
| 1958 | Rally 'Round the Flag, Boys! (wd)         | Grace Bannerman           |                                                                    |
| 1959 | The Sound and the Fury (wd)               | Quentin Compson narrátor  |                                                                    |
| 1960 | Orfeusz alászáll                          | Carol Cutrere             | Pécsi Ildikó (1. magyar változat) Létay Dóra (2. magyar változat)  |
| 1960 | From the Terrace (wd)                     | Mary St. John             |                                                                    |
| 1961 | Párizs blues                              | Lillian Corning           | Kubik Anna (1. magyar változat) n.a (2. magyar változat)           |
| 1963 | The Stripper (wd)                         | Lila Green                |                                                                    |
| 1963 | A New Kind of Love (wd)                   | Samantha 'Sam' Blake Mimi |                                                                    |
| 1964 | Útjelző tábla a gyilkossághoz             | Molly Thomas              |                                                                    |
| 1966 | A Big Hand for the Little Lady (wd)       | Mary                      |                                                                    |
| 1966 | A Fine Madness (wd)                       | Rhoda Shillitoe           |                                                                    |
| 1968 | Rachel, Rachel                            | Rachel Cameron            | Földi Teri                                                         |
| 1969 | Győzni Indianapolisban                    | Elora                     | Földi Teri (1. magyar változat) Hámori Ildikó (2. magyar változat) |
| 1970 | WUSA                                      | Geraldine                 | Pécsi Ildikó (1. magyar változat) Almási Éva (2. magyar változat)  |
| 1971 | A detektív és a doktor                    | Dr. Mildred Watson        | Menszátor Magdolna                                                 |
| 1971 | All the Way Home                          | Mary Follet               |                                                                    |
| 1972 | A gamma-sugarak hatása a százszorszépekre | Beatrice Hunsdorfer       | Békési Rita                                                        |
| 1973 | Nyári kaland, téli álom                   | Rita Walden               |                                                                    |
| 1975 | Felkavart víz                             | Iris Devereaux            | Gombos Katalin                                                     |
| 1977 | Come Back, Little Sheba (wd)              | Lola Delaney              |                                                                    |
| 1978 | Nézzük, hogy fut...                       | Betty Quinn               | Földi Teri                                                         |
| 1978 | A vég                                     | Jessica Lawson            |                                                                    |
| 1978 | A Christmas to Remember (wd)              | Mildred McCloud           |                                                                    |
| 1979 | The Streets of L.A.                       | Carol Schramm             | –                                                                  |
| 1980 | The Shadow Box                            | Beverly                   |                                                                    |
| 1981 | Crisis at Central High (wd)               | Elizabeth Huckaby         |                                                                    |
| 1982 | Candida                                   | Candida                   |                                                                    |
| 1984 | Harry és fia                              | Lilly                     | Tímár Éva (1. magyar változat) Grúber Zita (2. magyar változat)    |
| 1984 | Passions (wd)                             | Catherine Kennerly        |                                                                    |
| 1985 | Do You Remember Love (wd)                 | Barbara Wyatt-Hollis      |                                                                    |
| 1987 | Üvegfigurák                               | Amanda Wingfield          | Igó Éva                                                            |
| 1990 | Mr. és Mrs. Bridge                        | India Bridge              | Kassai Ilona                                                       |
| 1993 | Külügyi szívügyek                         | Vinnie Miner              | Földi Teri                                                         |
| 1993 | Mélypont                                  | Nell Harrington           | n.a                                                                |
| 1993 | Az ártatlanság kora                       | narrátor                  | Földi Teri                                                         |
| 1993 | Philadelphia – Az érinthetetlen           | Sarah Beckett             | Fodor Zsóka                                                        |
| 1993 | The Roots of Woe                          | Margaret Sanger           |                                                                    |
| 1994 | Az idő múltával                           | Maggie Moran              |                                                                    |
| 1996 | Even If a Hundred Ogres...                | narrátor                  |                                                                    |
| 2003 | Our Town (wd)                             | n.a                       |                                                                    |
| 2010 | Change in the Wind                        | Margaret Mitchell (hang)  |                                                                    |
| 2012 | Gayby (wd)                                | Jenn anyja (hangja)       | nincs a stáblistán                                                 |
| 2013 | Mázlisták                                 | Doris (hang)              | Horváth Zsuzsa                                                     |

### Televíziós sorozatok

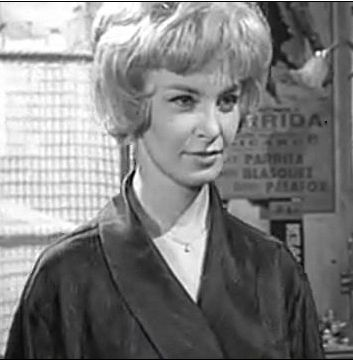
Párizs blues (1961)

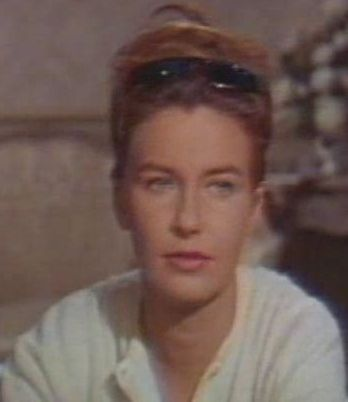
A New Kind of Love (1963)

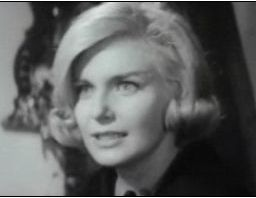
Útjelző tábla a halálhoz (1964)

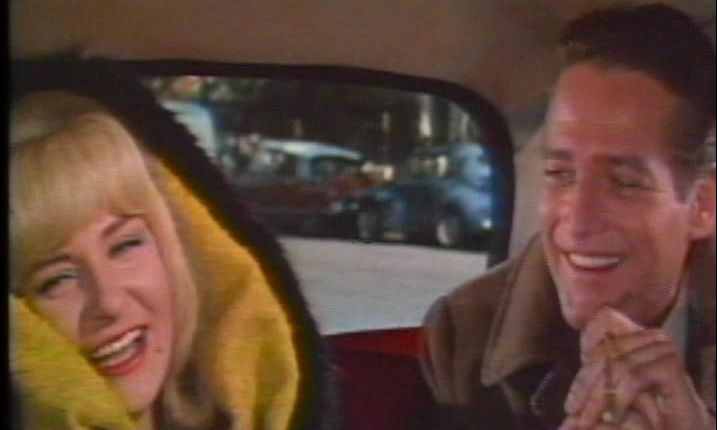
Woodward és Newman – A New Kind of Love

| Év        | Cím                             | Szerep                           |
| --------- | ------------------------------- | -------------------------------- |
| 1952      | Tales of Tomorrow               | Pat (egy epizód)                 |
| 1952–1953 | Omnibus                         | Ann Rutledge (öt epizód)         |
| 1953      | Goodyear Television Playhouse   | (egy epizód)                     |
| 1953–1954 | The Philco Television Playhouse | Emily Arabella Cookenboo         |
| 1954      | Danger                          | (egy epizód)                     |
| 1954      | You Are There                   |                                  |
| 1954      | The Web                         | (egy epizód)                     |
| 1954      | The Ford Television Theatre     | June Ledbetter (egy epizód)      |
| 1954      | The Elgin Hour                  | Nancy (egy epizód)               |
| 1954      | Lux Video Theatre               | Jenny Townsend (egy epizód)      |
| 1954      | Armstrong Circle Theatre        | (egy epizód)                     |
| 1952–1954 | Robert Montgomery Presents      | Elsie Penny                      |
| 1954-1955 | Kraft Television Theatre        | (két epizód)                     |
| 1954–1956 | Four Star Playhouse             | Ann Benton Terry Vicki           |
| 1954–1956 | Studio One                      | Christiana Daisy Lisa            |
| 1955      | The Star and the Story          | Jill Andrews (egy epizód)        |
| 1955      | Star Tonight                    | (egy epizód)                     |
| 1955      | The 20th Century Fox Hour       | Eleanor Apley (egy epizód)       |
| 1955      | The United States Steel Hour    | Rocky (egy epizód)               |
| 1956      | General Electric Theatre        | Ann Rutledge (egy epizód)        |
| 1956      | Alfred Hitchcock Presents       | Beth Paine (egy epizód)          |
| 1956      | The Alcoa Hour                  | Margaret Spencer (egy epizód)    |
| 1956      | Climax!                         | Katherine (egy epizód)           |
| 1958      | Playhouse 90                    | Louise Darling (egy epizód)      |
| 1976      | The Carol Burnett Show          | Midge Gibson (egy epizód)        |
| 1976      | Sybil                           | Dr. Cornelia Wilbur (két epizód) |
| 1976      | NBC Special Treat               | Marmee March (egy epizód)        |
| 2003      | Freedom: A History of Us        | Anne Martin (hang) (egy epizód)  |
| 2005      | A múlt fogságában               | Francine Whiting                 |
| 2022      | The Last Movie Stars            | önmaga                           |

## Díjak és jelölések
| Év   | Jelölt film                              | Díj | Eredmény      |
| ---- | ---------------------------------------- | --- | ------------- |
| 1957 | No Down Payment / Éva három arca         | National Board of Review Award for Best Actress                                                                              | Elnyerte      |
| 1958 | Éva három arca                           | Oscar-díj a legjobb női főszereplőnek                                                                                        | Elnyerte      |
| 1958 | Éva három arca                           | Golden Globe-díj a legjobb női főszereplőnek – filmdráma                                                                     | Elnyerte      |
| 1958 | Éva három arca                           | BAFTA-díj a legjobb külföldi színésznőnek                                                                                    | Jelölve       |
| 1958 | Éva három arca                           | Laurel-díj a legújabb női filmcsillagnak                                                                                     | Elnyerte      |
| 1959 | No Down Payment                          | BAFTA-díj a legjobb külföldi színésznőnek                                                                                    | Jelölve       |
| 1959 | Rally, 'Round The Flag, Boys!            | Laurel-díj a legjobb női előadónak (vígjáték)                                                                                | Jelölve       |
| 1959 |                                          | Hasty Pudding Theatricals, USA – Az év nője                                                                                  | Elnyerte      |
| 1960 | Orfeusz alászáll                         | San Sebastián-i Nemzetközi Filmfesztivál – Zulueta-díj                                                                       | Elnyerte      |
| 1960 | Orfeusz alászáll                         | Hollywood Walk of Fame – csillag a Hírességek sétányán                                                                       | Elnyerte      |
| 1962 |                                          | Laurel-díj a legjobb női filmcsillagnak                                                                                      | Jelölve       |
| 1964 | A New Kind of Love                       | Golden Globe-díj a legjobb női főszereplőnek – filmmusical vagy vígjáték                                                     | Jelölve       |
| 1964 | The Stripper                             | Laurel-díj a legjobb női előadónak (filmdráma)                                                                               | Jelölve       |
| 1964 | The Stripper                             | Laurel-díj a legjobb női filmcsillagnak                                                                                      | Jelölve       |
| 1966 |                                          | Laurel-díj a legjobb női filmcsillagnak                                                                                      | Jelölve       |
| 1967 | A Big Hand for the Little Lady           | Laurel-díj a legjobb női előadónak (vígjáték)                                                                                | Jelölve       |
| 1967 | A Big Hand for the Little Lady           | Laurel-díj a legjobb női filmcsillagnak                                                                                      | Jelölve       |
| 1968 | Rachel, Rachel                           | Kansas City Film Critics Circle Awards – Legjobb női főszereplő                                                              | Elnyerte      |
| 1968 | Rachel, Rachel                           | Laurel-díj a legjobb női filmcsillagnak                                                                                      | Jelölve       |
| 1968 | Rachel, Rachel                           | New York Film Critics Circle Awards – Legjobb női főszereplő                                                                 | Elnyerte      |
| 1969 | Rachel, Rachel                           | Oscar-díj a legjobb női főszereplőnek                                                                                        | Jelölve       |
| 1969 | Rachel, Rachel                           | Golden Globe-díj a legjobb női főszereplőnek – filmdráma                                                                     | Elnyerte      |
| 1969 | Rachel, Rachel                           | BAFTA-díj a legjobb női főszereplőnek                                                                                        | Jelölve       |
| 1969 | Rachel, Rachel                           | National Society of Film Critics Awards, USA – Legjobb női főszereplő                                                        | Második hely  |
| 1969 | Rachel, Rachel                           | Publicists Guild of America – Showmanship Award                                                                              | Elnyerte      |
| 1970 | Rachel, Rachel                           | Laurel-díj a legjobb női filmcsillagnak                                                                                      | Második hely  |
| 1970 | Rachel, Rachel                           | Laurel-díj a legjobb női előadónak (filmdráma)                                                                               | Második hely  |
| 1971 |                                          | Laurel-díj a legjobb női filmcsillagnak                                                                                      | Harmadik hely |
| 1973 | A gammasugarak hatása a százszorszépekre | Golden Globe-díj a legjobb női főszereplőnek – filmdráma                                                                     | Jelölve       |
| 1973 | A gammasugarak hatása a százszorszépekre | Cannes-i fesztivál – Legjobb női alakítás                                                                                    | Elnyerte      |
| 1973 | A gammasugarak hatása a százszorszépekre | Kansas City Film Critics Circle Awards – Legjobb női főszereplő                                                              | Elnyerte      |
| 1974 | Nyári kaland, téli álom                  | Oscar-díj a legjobb női főszereplőnek                                                                                        | Jelölve       |
| 1974 | Nyári kaland, téli álom                  | Golden Globe-díj a legjobb női főszereplőnek – filmdráma                                                                     | Jelölve       |
| 1974 | Nyári kaland, téli álom                  | Kansas City Film Critics Circle Awards – Legjobb női főszereplő                                                              | Elnyerte      |
| 1974 | Nyári kaland, téli álom                  | National Society of Film Critics Awards, USA – Legjobb női főszereplő                                                        | Harmadik hely |
| 1974 | Nyári kaland, téli álom                  | New York Film Critics Circle Awards – Legjobb női főszereplő                                                                 | Elnyerte      |
| 1975 | Nyári kaland, téli álom                  | BAFTA-díj a legjobb női főszereplőnek                                                                                        | Elnyerte      |
| 1976 |                                          | Golden Apple Awards – Az év színésznője                                                                                      | Elnyerte      |
| 1977 | Sybil                                    | Primetime Emmy-díj a legjobb női főszereplőnek (televíziós minisorozat vagy tévéfilm)                                        | Jelölve       |
| 1978 | Nézzük, hogy fut...                      | Primetime Emmy-díj a legjobb női főszereplőnek (televíziós minisorozat vagy tévéfilm)                                        | Elnyerte      |
| 1981 | Crisis at Central High                   | Primetime Emmy-díj a legjobb női főszereplőnek (televíziós minisorozat vagy tévéfilm)                                        | Jelölve       |
| 1982 | Crisis at Central High                   | Golden Globe-díj a legjobb női főszereplőnek (minisorozat vagy tévéfilm)                                                     | Jelölve       |
| 1985 | Do You Remember Love                     | Primetime Emmy-díj a legjobb női főszereplőnek (televíziós minisorozat vagy tévéfilm)                                        | Elnyerte      |
| 1986 | Do You Remember Love                     | Golden Globe-díj a legjobb női főszereplőnek (minisorozat vagy tévéfilm)                                                     | Jelölve       |
| 1988 | Üvegfigurák                              | Film Independent Spirit Awards – Legjobb női főszereplő                                                                      | Jelölve       |
| 1990 | Mr. és Mrs. Bridge                       | Kansas City Film Critics Circle Awards – Legjobb női főszereplő                                                              | Elnyerte      |
| 1990 | Mr. és Mrs. Bridge                       | Los Angeles Film Critics Association Awards – Legjobb női főszereplő                                                         | Második hely  |
| 1990 | Mr. és Mrs. Bridge                       | New York Film Critics Circle Awards – Legjobb női főszereplő                                                                 | Elnyerte      |
| 1991 | Mr. és Mrs. Bridge                       | Oscar-díj a legjobb női főszereplőnek                                                                                        | Jelölve       |
| 1991 | Mr. és Mrs. Bridge                       | Golden Globe-díj a legjobb női főszereplőnek – filmdráma                                                                     | Jelölve       |
| 1991 | Mr. és Mrs. Bridge                       | Chicago Film Critics Association Awards – Legjobb női főszereplő                                                             | Jelölve       |
| 1991 | Mr. és Mrs. Bridge                       | David di Donatello-díj – Legjobb külföldi színésznő                                                                          | Jelölve       |
| 1991 | Mr. és Mrs. Bridge                       | Film Independent Spirit Awards – Legjobb női főszereplő                                                                      | Jelölve       |
| 1993 | Mélypont                                 | Primetime Emmy-díj a legjobb női főszereplőnek (televíziós minisorozat vagy tévéfilm)                                        | Jelölve       |
| 1994 | Az idő múltával                          | Primetime Emmy-díj a legjobb női főszereplőnek (televíziós minisorozat vagy tévéfilm)                                        | Jelölve       |
| 1995 | Az idő múltával                          | Golden Globe-díj a legjobb női főszereplőnek (minisorozat vagy tévéfilm)                                                     | Elnyerte      |
| 1995 | Az idő múltával                          | Screen Actors Guild-díj a legjobb színésznőnek (minisorozat vagy tévéfilm)                                                   | Elnyerte      |
| 2005 | A múlt fogságában                        | Primetime Emmy-díj a legjobb női mellékszereplőnek (televíziós minisorozat vagy tévéfilm)                                    | Jelölve       |
| 2005 | A múlt fogságában                        | Gold Derby Awards – Legjobb női mellékszereplő (televíziós sorozat, televíziós minisorozat vagy tévéfilm)                    | Jelölve       |
| 2005 | A múlt fogságában                        | Online Film & Television Association – Legjobb női mellékszereplő (televíziós sorozat, televíziós minisorozat vagy tévéfilm) | Jelölve       |
| 2006 | A múlt fogságában                        | Golden Globe-díj a legjobb női mellékszereplőnek (televíziós sorozat, televíziós minisorozat vagy tévéfilm)                  | Jelölve       |
| 2006 | A múlt fogságában                        | Screen Actors Guild-díj a legjobb színésznőnek (minisorozat vagy tévéfilm)                                                   | Jelölve       |
| 2017 |                                          | CinEuphoria Awards – Életműdíj                                                                                               | Elnyerte      |